# Ráma

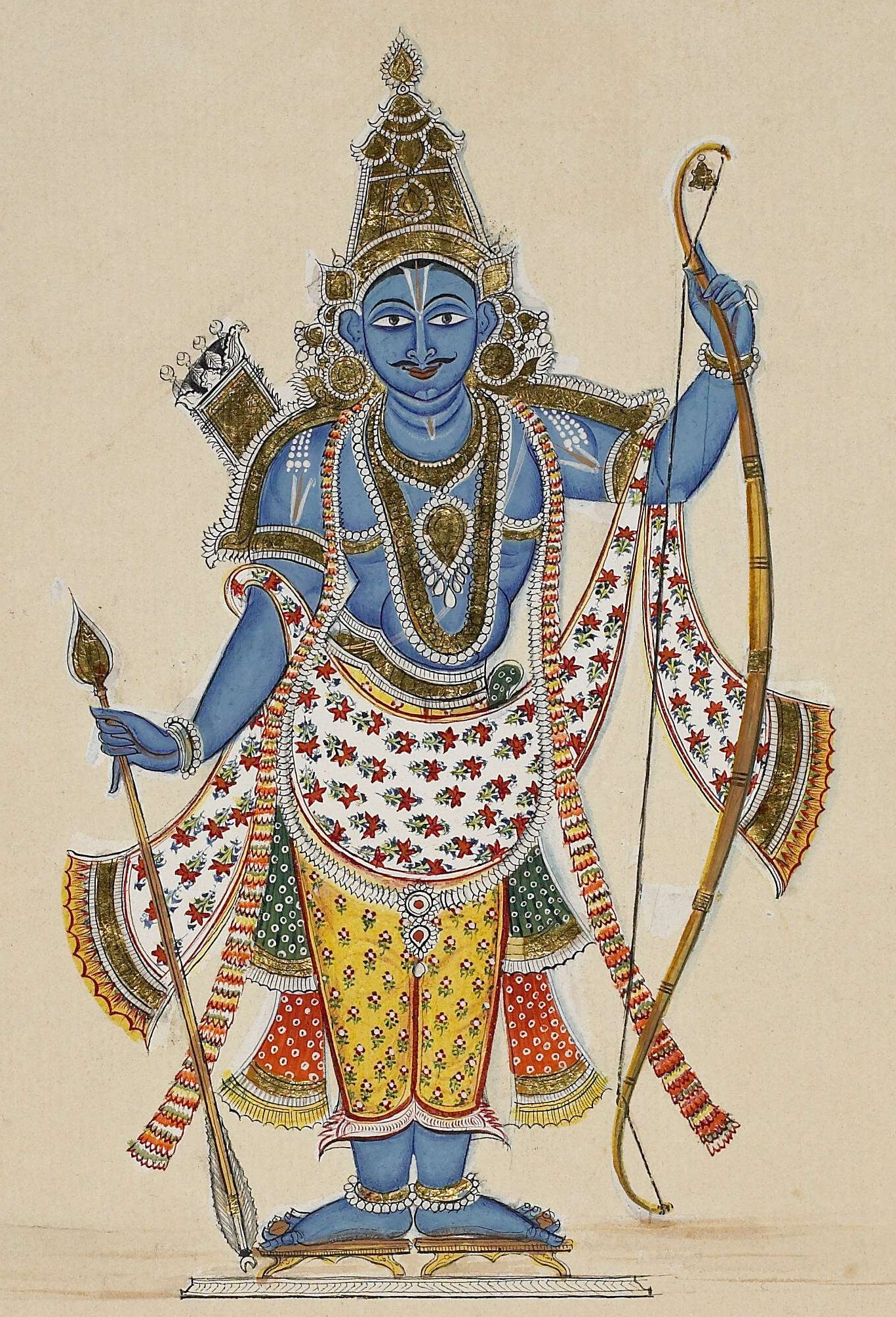
Ráma s lukem

Ráma byl král podle legend fyzicky přítomný na tomto světě, jehož existenci popisuje jeden z nejstarších indických eposů, védský epos Rámájana. Ráma je jednou z nejpopulárnějších osob višnuizmu a podle tradice je sedmým vtělením (z deseti nejznámějších) boha Višnua.

## Příběh Rámy a Síty
Ráma je zobrazován jako ideální muž a dokonalý člověk. Kvůli uctění otce se Ráma zřekl nároku na trůn Kosala a zvolil si exil trvající čtrnáct let. Jeho manželka Sítá, vtělení bohyně Lakšmí, a bratr Lakšmana, neschopni žít bez Rámy, se rozhodli připojit se k němu, a tak všichni tři strávili čtrnáct let v exilu. Sítu unese zlý démon Rávana. Po dlouhém a náročném hledání, které prověří jeho osobní síly a ctnosti, Ráma vybojuje kolosální bitvu proti armádám Rávany. Pomáhá mu při tom opičí přítel Hanumán obdařený mnoha nadpřirozenými schopnostmi. Ve válce mocných a magických bytostí Ráma svého soka zabije v boji a osvobodí svou manželku.
Po ukončení svého vyhnanství se Ráma vrací do své země, je korunován králem a nakonec se stane císařem. Vládne jedenáct tisíc let, což je éra dokonalého štěstí, míru, prosperity a spravedlnosti známá jako Ráma rádžja.
Sítá se sice úspěšně podrobí ordálu (zkoušce ohněm) na důkaz, že si i v zajetí zachovala čistotu, ale později ji Ráma pod tlakem veřejného mínění propustí a ona odejde do ášramu mudrce Válmíkiho, kde porodí dvojčata Lavu a Kušu. Ti se později setkají se svým otcem v hlavním městě Ajódhji.

## Rámajana
Epos Rámájana popisuje zvláště tento příběh Rámy a jeho ženy. Ráma a Síta zároveň představují jeden z nejstarších příběhů lásky dvou lidí. Rámova odvaha při boji ve strašlivé válce kvůli záchraně ženy je korunována Sitinou absolutní oddanosti manželově lásce.
Ráma se často zobrazuje s lukem. V indickém náboženství je mu věnováno hned několik festivalů.

## Ráma v náboženských naukách
Podle některých indických náboženských nauk může postava prince Rámy zajistit člověku posmrtný vstup do nebe, a to několika způsoby. Buďto musí člověk alespoň jednou v životě přečíst epos Rámájana, nebo musí chvíli před svou smrtí vyslovit jméno "Ráma". Pokud toho není umírající fyzicky schopen, pak též stačí, pokud mu jméno "Ráma" někdo pošeptá do ucha. Tím, že před smrtí vyslovil jméno "Ráma", je znám například Mahátma Gándhí.